# McLaren GTS
McLaren GT – samochód sportowy klasy wyższej produkowany pod brytyjską marką McLaren w latach 2019–2024 oraz jako McLaren GTS od 2024 roku.

## Historia i opis modelu

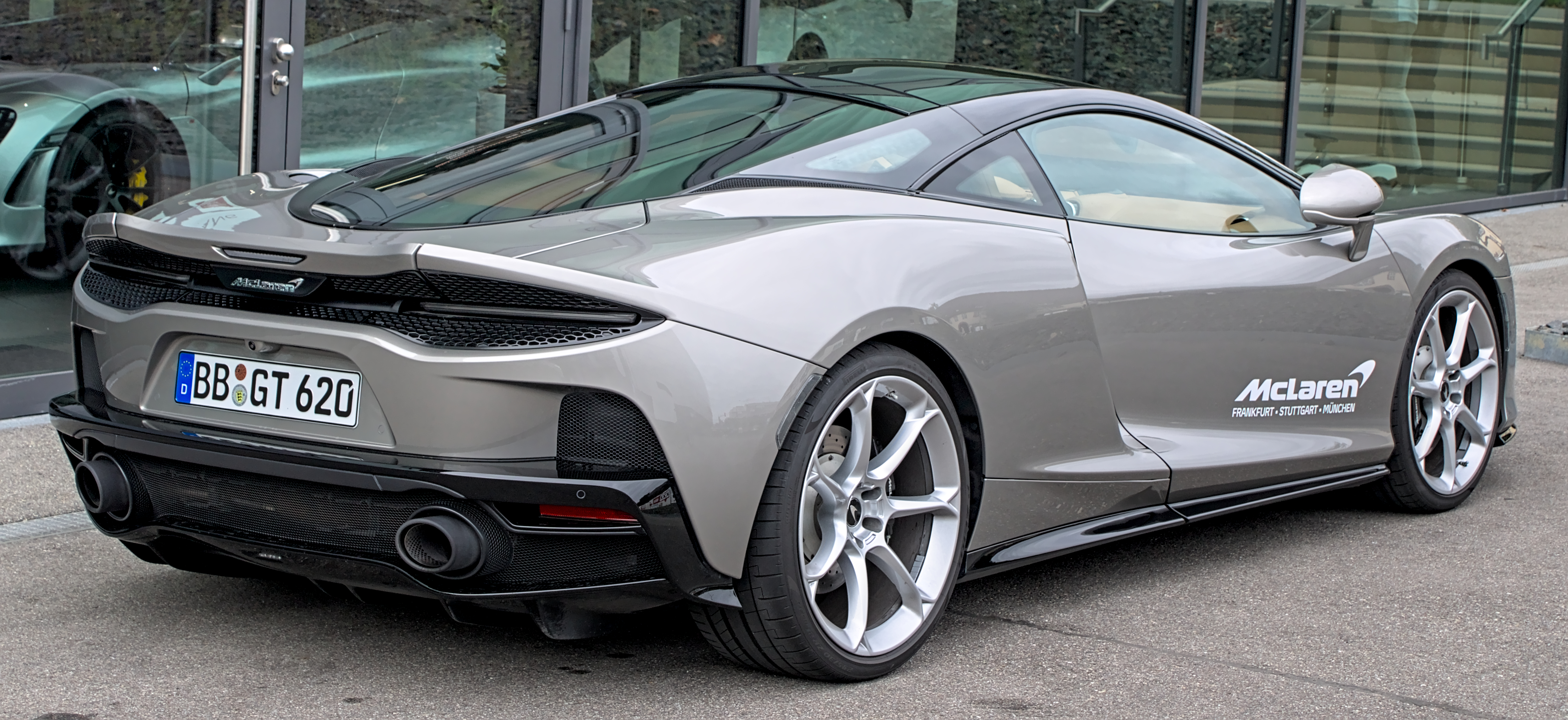
McLaren GT – tył

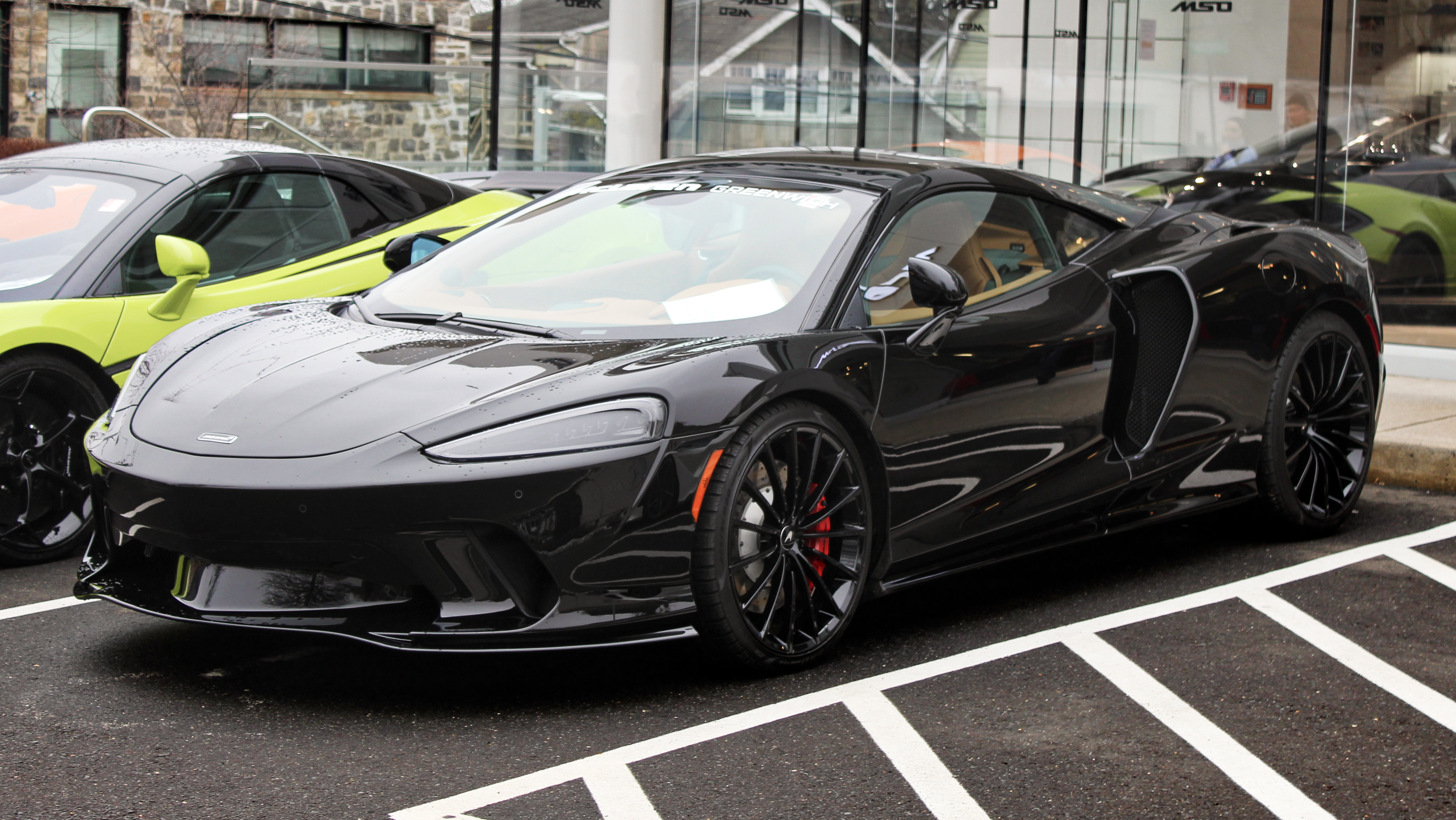
McLaren GT w USA

McLaren GT to pierwszy w historii producenta samochód o luksusowym usposobieniu, przy którego budowie za priorytet obrano nie tylko osiągi, ale i komfort podróżowania - zadbać ma o to system zawieszenia Proactive Damping Control. Samochód miał początkowo być pojazdem czteromiejscowym, jednak producent wycofał się z tych planów z powodu oceny tego rozwiązania jako zbytecznego i nieużywanego przez potencjalnych klientów.
Po raz pierwszy producent przedstawił model w maju 2019 roku, nadając mu kształty dopasowane do wyglądu innych modeli producenta ewolucyjnym stylu. Pomimo zbudowania na platformie sportowego 720S, GT jest wyraźnie dłuższy, szerszy i cięższy z masą całkowitą przekraczającą półtorej tony.
McLaren GT napędzany jest 620-konnym V8 osiągającym 630 Nm momentu obrotowego i 326 km/h prędkości maksymalnej. Jednostka typu V8 wyposażona została w podwójną turbosprężarkę, powstając specjalnie z przeznaczeiem dla modelu GT. Pełny moment 630 Nm dostępny jest w zakresie obrotów 5500-6500, z kolei ponad 95% tej wartości można uzyskać pomiędzy 3000 a 7250 obrotów. Układ napędowy współtworzy automatyczna, dwusprzęgłowa skrzynia biegów typu SSG z 7 przełożeniami.

### Lifting i zmiana nazwy
W grudniu 2023 po 4 latach obecności rynkowej samochód przeszedł restylizację i otrzymał nową nazwę McLaren GTS. Pod kątem wizualnym wprowadzono kosmetyczne zmiany w kształcie zderzaków, a większe modyfikacje objęły aspekty techniczne. Obniżono masę całkowitą nadwozia, wprowadzono rozbudowany system aktywnej regulacji zawieszenia, a także zmodernizowano jednostkę napędową. 4-litrowe V8 zyskało odtąd 635 KM mocy, zapewniając 3,2 sekund sprintu do 100 km/h i 326 km/h prędkości maksymalnej.

### Sprzedaż
McLaren GT trafił do oficjalnej sprzedaży tuż po debiucie w maju 2019 roku, wzbogacając ofertę brytyjskiego producenta na rynkach globalnych. Sprzedaż modelu w Polsce ruszyła w czerwcu 2019 roku z ceną początkową przekraczającą milion złotych. Z okazji debiutu odbyła się specjalna prezentacja w jedynym punkcie dealerskim McLarena w Warszawie.

### Silnik
- V8 4.0L 612 KM